# هانس-دیتر کرامپه
هانس-دیتر کرامپه (به آلمانی: Hans-Dieter Krampe) بازیکن فوتبال و مدافع اهل آلمان شرقی بود که از سال ۱۹۵۹ میلادی عضو تیم ملی فوتبال آلمان شرقی بوده‌است. وی در ۲۸ بازی ملی حضور داشته و در بازی‌های ملی‌اش گلی به ثمر نرساند. هانس-دیتر کرامپه آخرین بازی ملی خود را در سال ۱۹۶۵ میلادی انجام داد.